# Белорусы в Чехии

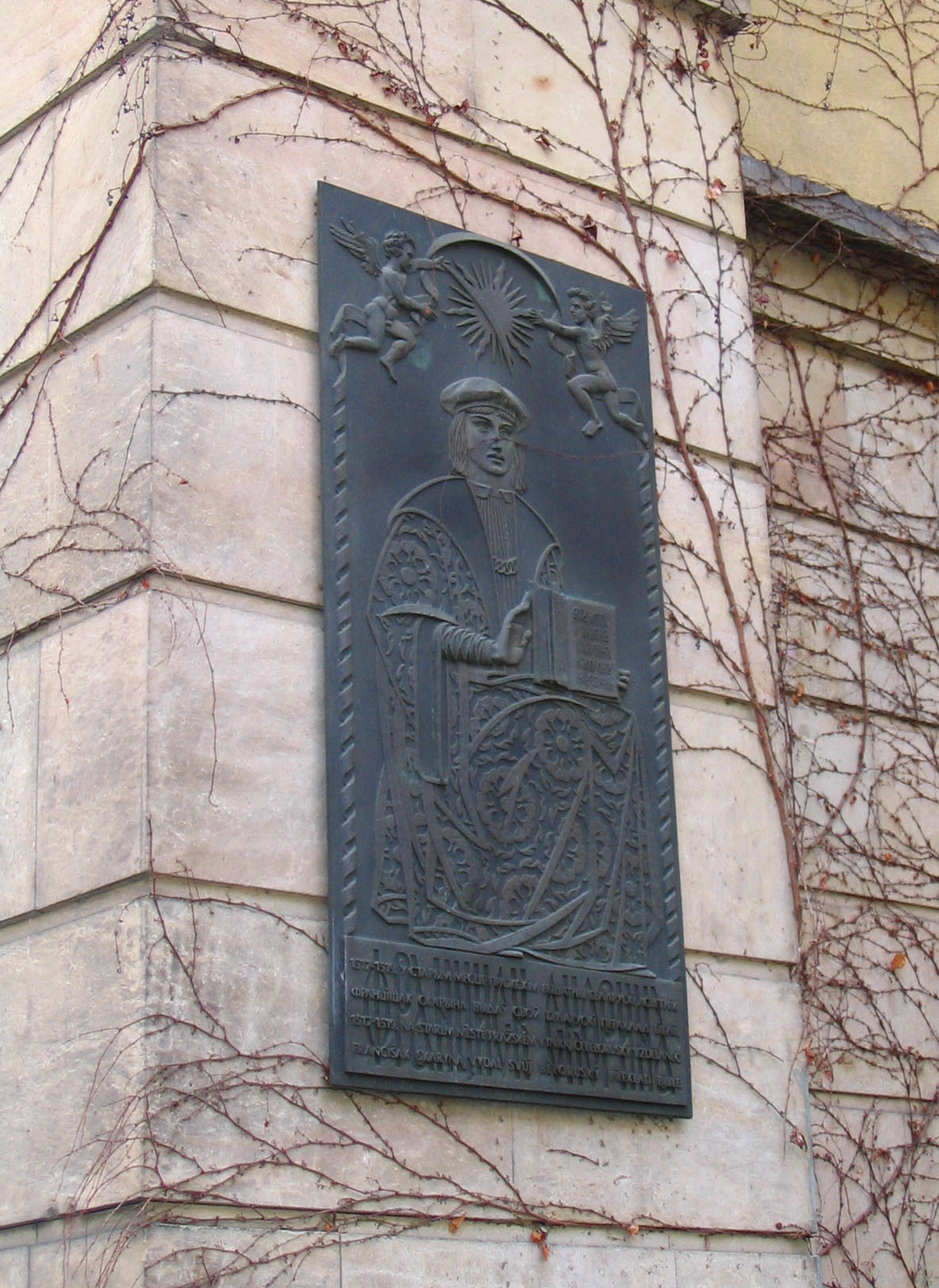
Памятная доска Франциска Скорины в Праге

Белорусы в Чехии (бел. беларусы ў Чэхіі, чеш. bělorusové v Česku) — часть белорусской диаспоры, состоит из белорусов проживающих в Чехии.
Сообщество сформировалось в первой половине XX века, сейчас по разным оценкам насчитывает от 4 000 до 7 000 человек.
В первой половине XX века Прага была центром белорусского эмигрантского движения. В Праге с 1923 по 1943 годы осуществляли свою деятельность правительство и президиум Рады БНР.
Ещё в 1517 году Франциск Скорина основал в Праге типографию, где до 1519 года издавал книги Библии.

## Межвоенный период

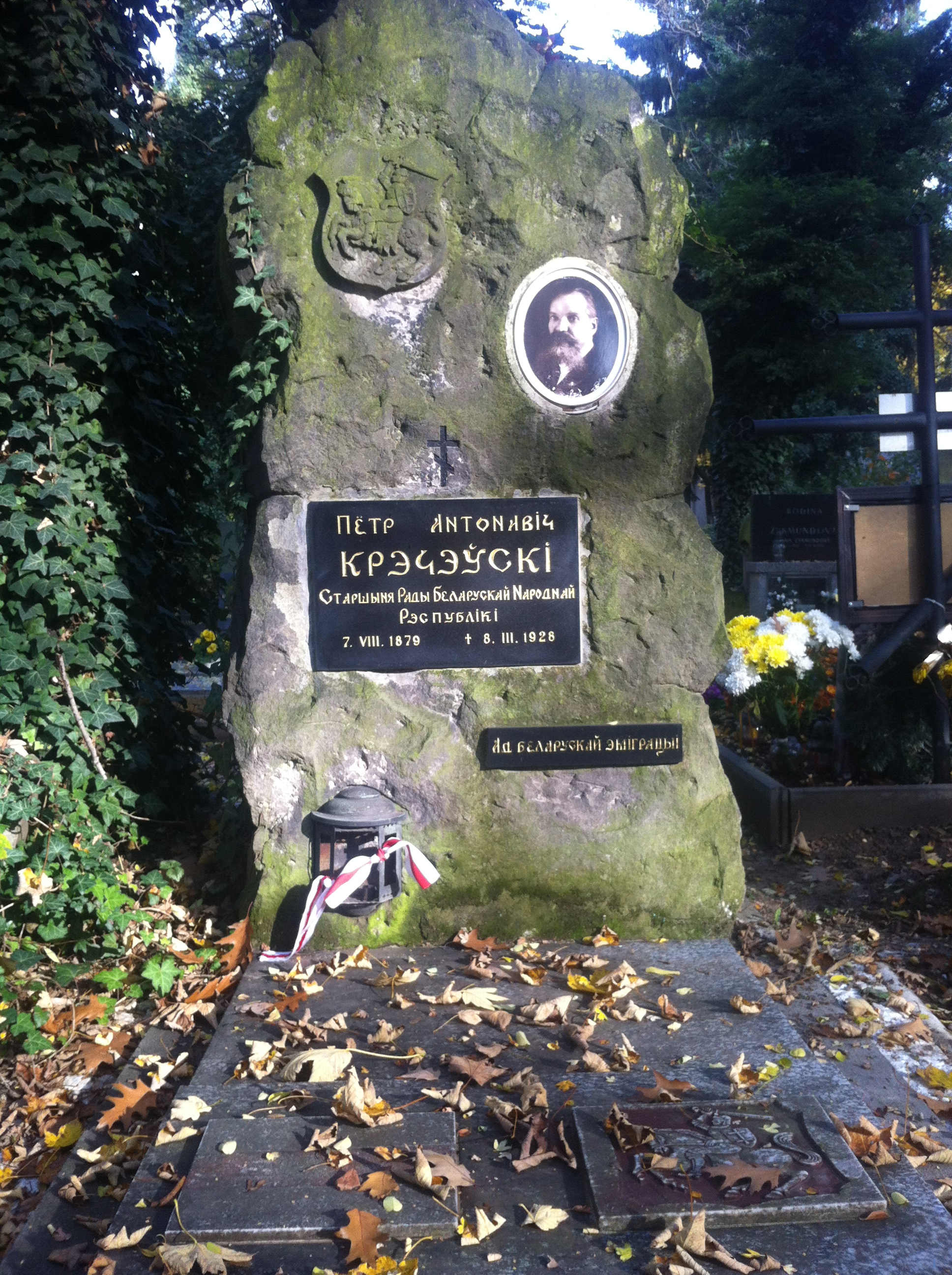
Могила Пётра Кречевского в Праге

Политическая эмиграция из Белоруссии начала сосредоточиваться в Чехословакии вокруг консульства БНР, которое было создано в ноябре 1918 года. Консулом в 1918—1925 годах был Николай Вершинин, который так же являлся уполномоченным БНР по делам военнопленных белорусов в Чехословакии. В 1920 году основал «Белорусскую громаду в Праге» — общественная организация, координационный орган белорусских политических и общественных организаций в Чехословакии (проработала до 1925 года). В 1921 году Николай Вершинин добился от чехословацкого правительства более 100 стипендий для студентов-белорусов. В 1928 году основал в Праге «Белорусский заграничный архив». Основная цель архива — сбор и сохранение материалов по истории белорусского национально-освободительного движения. Фонды «Белорусского заграничного архива» вместе с «Русским заграничным архивом» после Второй мировой войны были переданы чешскими властями советскому правительству и перевезены в Москву.
1 ноября 1923 года в Прагу переехали правительство и президиум Рады БНР (в том числе Пётр Кречевский и Василий Захарка), которые действовали там до марта 1943 года. В это время Чехословакия становится главным центром общественной и культурной жизни всей белорусской эмиграции.
В 1920—1930 годах благодаря материальной поддержке президента Томаша Масарика, чехословацкого правительства и общественного чешско-украинского комитета помощи украинским и белорусским студентам в Чехословакии учились около 300 студентов из Западной Белоруссии, среди них — Виктор Вольтар, Язэп Мамонька, Янка Гениюш, Лявон Рыдлевский, Николай Чернецкий. При Украинской хозяйственной академии в городе Подебрады в 1925—1927 годах действовал «Белорусский студенческий кружок».
В 1924 году в составе делегации Академии наук СССР в Прагу приезжал действительный член Института белорусской культуры академик Ефим Карский, который имел контакты с представителями белорусской диаспоры. В 1925 году в составе уже советской писательской делегации Чехословакию посетили известные белорусские литераторы Янка Купала, Тишка Гартный, Михась Чарот и Михась Зарецкий, которые встречались с белорусскими студентами. Когда же в 1926 году в Минске шла академическая конференция по реформе белорусского правописания и азбуки от пражских белорусов был приглашён один из редакторов журнала «Перавясла», поэт Владимир Жилка.
В середине 1920-х годов, когда в Советской Белоруссии широко разворачивалась политика белорусизации, симпатии многих молодых белорусов-эмигрантов поворачивались в сторону БССР. В 1924 году в Праге был создан «Союз граждан БССР», который активно пропагандировал советскую идеологию и агитировал после окончания учёбы ехать в Советскую Беларусь. С 1926 года организация издавала журнал «Прамень», финансировалась через посольство Советского Союза.
В Чехословакии начали свой творческий путь поэты Владимир Жилка и Лариса Гениюш, славист Людмила Красковская и литературовед Игнатий Дворчанин, историки Миколай Ильяшевич, Игнат Сланевский и Николай Чернецкий, общественные деятели Николай Абрамчик, Винцент Жук-Гришкевич, Лявон Рыдлевский, Ян Казимир Бобрович и другие.
В межвоенный период в стране появился ряд белорусских учреждений — «Объединение белорусских студенческих организаций», «Белорусское (Кривичское) культурное общество имени Франциска Скорины», «Белорусский научный кабинет». «Научный кабинет» впервые в эмиграции на профессиональной основе начал собирать и систематизировать документальные источники и печатные издания по всем областям истории, культуры, экономики и естествознания Белоруссии.
В мае 1940 года в Прагу переезжает известный белорусский оперный певец Михаил Забейда-Сумицкий, который начинает работу в Национальном театре.
В 1941 году в Праге действовали «Корреспондентские курсы белорусоведения».

## После Второй мировой войны
После событий февраля 1948 года, когда компартия пришла к власти в Чехословакии, в стране был установлен коммунистический режим. После войны в Праге оставалось около 300 белорусских семей. Здесь продолжил жить и работать Михаил Забейда-Сумицкий.

## Современность

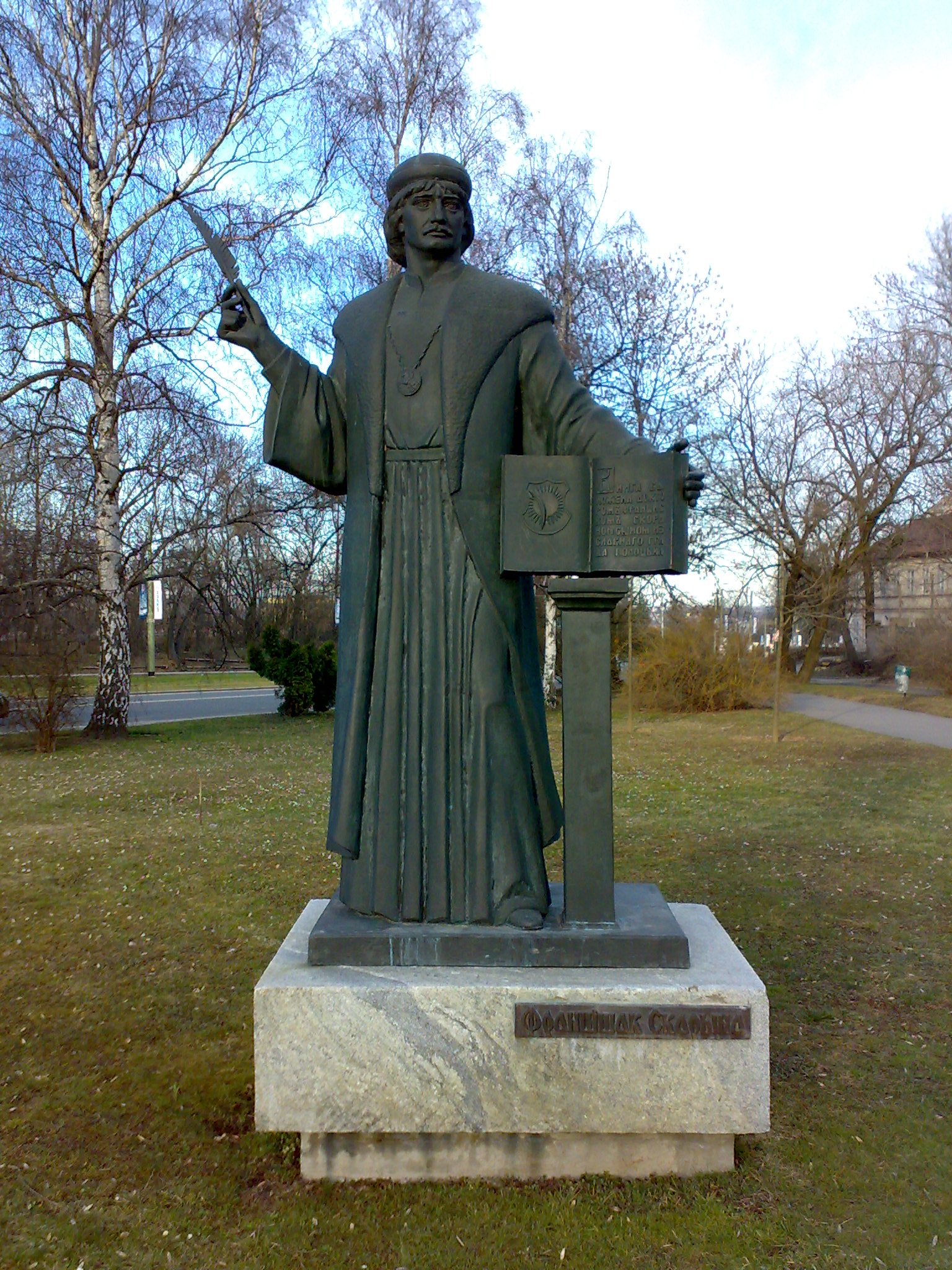
Памятник Франциску Скорине в Праге

Жизнь белорусского сообщества активизировалась в 1990-е годы. Этому способствовала культурная программа «Белорусы в Праге». Было основано «Объединение белорусов Чехии имени Франциска Скорины». 31 октября 1996 года в Праге был открыт памятник Франциску Скорине. В марте 1998 года состоялась встреча белорусов европейских стран посвящённая 80-летию провозглашения БНР. 25 марта 1998 года при чешской организации «Человек в беде» был открыт Белорусский центр.
В стране существует «Общественное объединение белорусов Чехии „Пагоня“».
Алесь Михалевич кандидат на президентских выборах в Белоруссии 2010 года, после пресс-конференции на которой сообщил о пытках в СИЗО КГБ, тайно покинул Республику Беларусь и перебрался в Чехию. В Чехии Алесь Михалевич попросил политического убежища и 23 марта 2011 года МИД Чехии сообщил об удовлетворении запроса политика. В ответ белорусская прокуратура попыталась объявить Михалевича в международный розыск по линии Интерпола, но запрос был отклонён как политически мотивированный.
В настоящее время чешские вузы не предлагают специальность «Белорусский язык». Во время Чехословацкой республики подготовка белорусистов проходила в Карловом университете в Праге под руководством профессора Вацлава Жидлицкого (1935—2002), известного литературного критика и переводчика белорусской литературы.
3 июля 2013 года чешское правительство признало белорусов национальным меньшинством. Представитель белорусской диаспоры теперь будет входить в Государственный совет по национальным меньшинствам.